# عزلة المصبحي (ريمة)

تعديل مصدري - تعديل

عزلة المصبحي هي إحدى عزل مديرية كسمة في محافظة ريمة اليمنية ويبلغ تعداد سكانها 2375 نسمة حسب التعداد السكاني في اليمن لعام 2004.
⛯ من أهم قرى عزلة المصبحي هي 
1 - قرية طهام ووهي من أكبر قرى العزلة وتحتوي على عدة محلات منها : المحولي، الغيرة، الدرام، الأحواف، العناقب، المحراق، رحومة، قبعة العالية، قبعة السافلة 
2 - قرية شيبوب 
3- قرية حفلة 
4-حُصِّبه 
5- درام 
6 -القرية 
7- المغربة 
8- فيهو 
9-منظرهو 
10 تيلبهو 
11- العرب والعوالي 

## روابط خارجية
- الجهاز المركزي للإحصاء بالجمهورية اليمنية
- المركز الوطني للمعلومات باليمن
- World Gazetteer:Yemen
- الدليل الشامل